# 庄埠乡
庄埠乡，是中华人民共和国江西省赣州市会昌县下辖的一个乡镇级行政单位。

## 行政区划
庄埠乡下辖以下地区：
庄埠社区、庄埠村、樟坑村、正坑村、下车村、寨富村和禾坪下村。